# Härätti
Härätti är en ö i Finland. Den ligger i sjön Pihlajavesi och i kommunen Puumala i den ekonomiska regionen  S:t Michel och landskapet Södra Savolax, i den södra delen av landet, 240 km nordost om huvudstaden Helsingfors. Öns area är 1,34 kvadratkilometer och dess största längd är 1,7 kilometer i sydöst-nordvästlig riktning.